# Calandragem

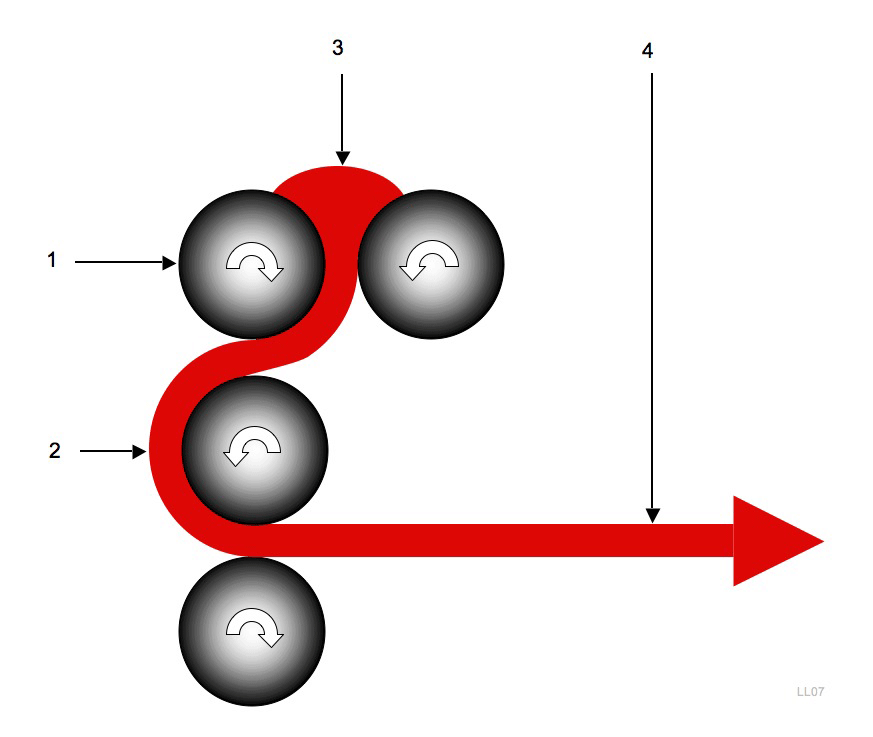
Processo de calandragem de polímeros

A calandragem é um processo de conformação de materiais através de cilindros aquecidos de uma calandra. Muito embora o objetivo final seja diferente, como de metais e polímeros plastificados (fundido/amolecido e homogeneizados), o fator comum é o uso da calandra; dois ou mais rolos contra-rotantes (em geral, mas há casos dos rolos girarem no mesmo sentido, casos com velocidades diferentes, inclinações, dependendo do material e finalidade desejada). O número de cilindros pode variar conforme o material, o acabamento superficial desejado, a tecnologia aplicada, entre outros fatores, e a distancia entre os cilindros determina a espessura do material.
No que tange a materiais poliméricos plastificados (fundidos/amolecidos e homogeneizados), como PVC, ABS, EVA, por exemplo, o processo de calandragem se desenvolve da seguinte maneira: O material na forma de espaguete é passado entre dois ou mais rolos contra-rotantes, que por sua vez o pressiona com o objetivo de achatá-lo. Dessa forma são produzidos o filme calandrado e a chapa calandrada. Para o PVC, normalmente, a calandra tem quatro cilindros que giram a velocidades ligeiramente diferentes para formar lâminas ou filmes. 
O processo de calandragem também é utilizado para a produção de filmes planos, chapas e laminados, que são posteriormente confeccionados dando origem a produtos para a indústria, seja alimentícia, farmacêutica, automobilística, calçadista, entre outras. As principais vantagens incluem obter um material com espessura constante, bom acabamento, alta produtividade etc.

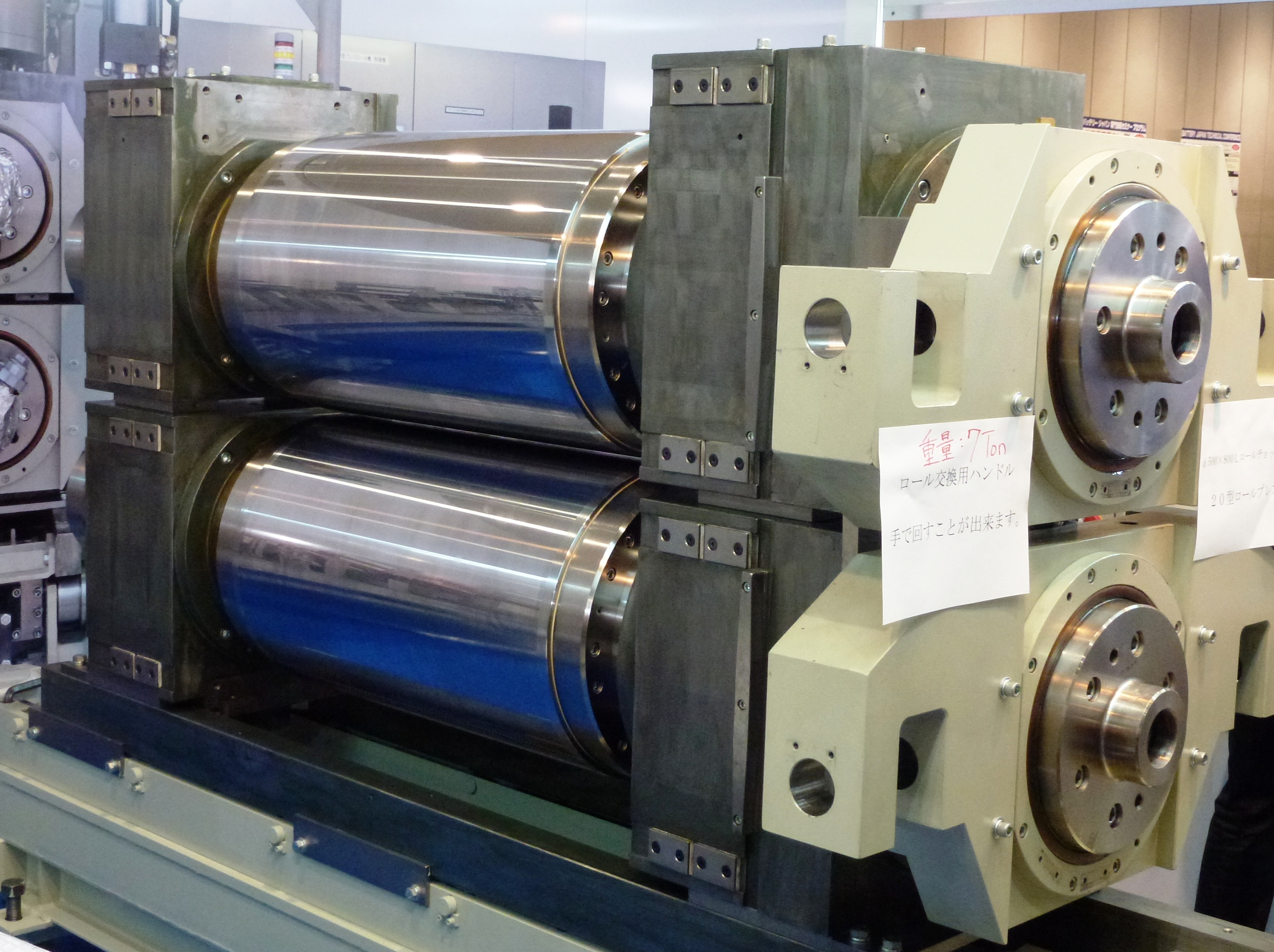
Calandra

Este processo consiste em extrusar o polímero, formando um cordão ou uma fita que será depositado em um sistema de cilindros aquecidos que formam a calandra. No processo mais comum, o material normalmente passa, na saída da extrusora, por um cabeçote tipo “flat dye”, que o distribui a um sistema de cilindros conferindo espessura e aspecto final ao laminado/filme.
O PVC (policloreto de vinila) é o plástico de maior produção por calandragem. Outros polímeros que são calandrados em menor quantidade são algumas borrachas, alguns tipos de poliuretano, polipropileno reforçado com talco, ABS etc. O PVC, por ser um polímero amorfo, apresentará um amolecimento contínuo com a temperatura, possibilitando uma ampla faixa de viscosidades para o processamento do mesmo.
Para o PVC, outra configuração possível consiste no polímero ser plastificado em um Banbury seguido por dois misturadores abertos e uma extrusora tipo filtro que alimenta a calandra através de um cordão plástico em uma esteira móvel.
Um bom exemplo de filme calandrado é a fita veda-rosca. Para produzi-la, certa quantidade de PTFE (Politetrafluoretileno, conhecido mundialmente pelo nome comercial teflon,  marca registrada de propriedade da empresa DuPont) em pó é colocada em uma prensa com uma matriz possuindo um furo com cerca de 5mm de diâmetro, então ao prensar o material ele terá a forma de um espaguete.

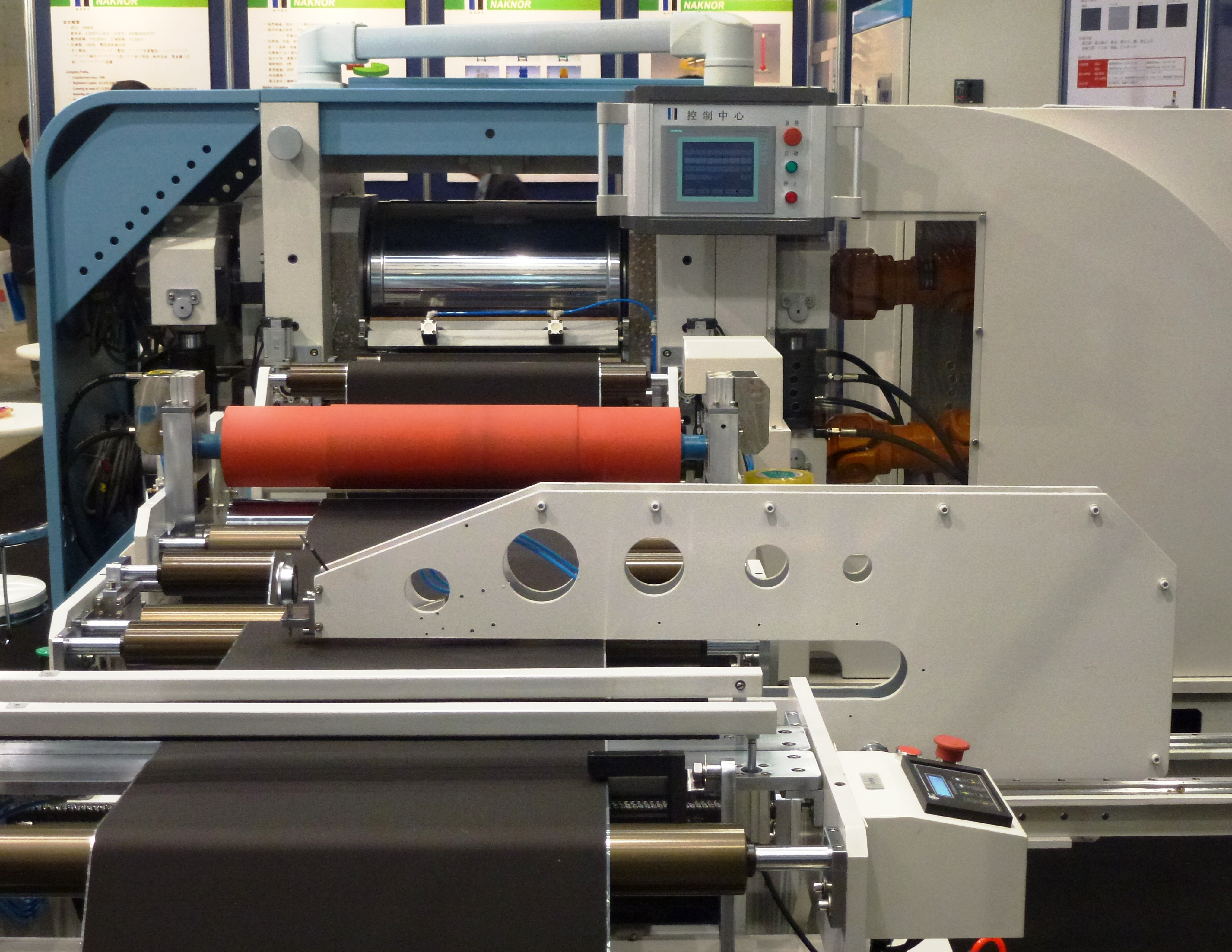
Calandragem de Baterias Íon-lítio

Obs.: O PTFE tem um ponto de fusão alto demais para ser processado por máquinas convencionais, por isso ele é prensado e não extrudado.
Esse espaguete é armazenado em um caldeirão repleto de um solvente apropriado para evitar que grude (geralmente aguarrás) e equipado com mantas elétricas de aquecimento para manter uma temperatura adequada. A partir daí, uma das pontas do espaguete é passada através de diversos rolos, entra em uma estufa que aquecerá o material já na forma de filme para que o solvente evapore, passa por mais rolos fora da estufa até ser preso no carretel, que por sua vez gira sob uma velocidade controlada bobinando o filme. Depois o carretel segue para uma pequena máquina que corta e divide o filme nos pequenos carretéis de fita veda-rosca que conhecemos.
A calandragem pode proporcionar gravação em relevo na peça através da texturização do rolo, além de gerar um efeito “marmoritado” usando um pouco de pigmento na matéria-prima, o que é bem interessante na produção de chapas para serem usadas em pisos ou outras superfícies. No caso de filmes plásticos, após os cilindros da calandra, é possível que exista ainda um cilindro de aço que terá sua superfície "copiada" pelo plástico quando em pressão e temperatura adequada em contato com cilindro de borracha, resultando em filmes com os mais diversos tipos de acabamento. Esses cilindros são chamados de cilindros de gravação ou cilindros de acabamento. Após "copiar" a superfície do cilindro de acabamento/gravação, caso necessário, o filme será resfriado em outros cilindros (com resfriamento interno por água), sendo em seguida embobinado.
As características dos materiais obtidos pelo processo de calandragem são:
- possibilidade de obter-se materiais planos com ou sem brilho;
- Em caso de filmes, ou laminados reforçados,  podem ser obtidos os mais diversos tipos de acabamento/gravação;
- transparentes, translúcidos, opacos, ou coloridos;
- baixa permeabilidade ao vapor d'água;
- possibilidade de obtenção de produtos atóxicos(dependendo da formulação);
- espessura relativamente constante;
- obtenção de materiais rígidos ou flexíveis

## Laminados reforçados de PVC
Em processo posterior, cujas máquinas são denominadas acopladoras ou laminadoras, os filmes plásticos podem ser "acoplados" a tecidos para a produção dos chamados "laminados reforçados", tais como lonas de caminhão e toldos. Existem também calandras que fazem o processo de laminação do filme conjuntamente com o "acoplamento" do tecido em um só processo.
Esse processo de "acoplamento" de tecido e filme é realizado através de temperatura e pressão adequados entre cilindro de aço e cilindro de borracha. O PVC normalmente é reforçado através de tecidos de poliéster, podendo ser considerado nesse caso um material compósito, onde após o acoplamento ambos os materiais não podem mais ser reciclados separadamente devido a suas temperaturas diferentes de fusão/amolecimento.

## Calandragem em metais
No que diz respeito a calandragem de metais, esta tem como objetivo conferir curvatura, espessura constante e um acabamento de qualidade. Neste caso, a calandragem é um processo de conformação pelo qual se dá forma a chapas e/ou laminados de metal, pela passagem entre rolos.
Essas máquinas podem realizar curvamentos de tubos em alta precisão. Esses tubos podem ser redondos, quadrados, retangulares, em alumínio, inox, cobre, latão, e outros. As calandras podem trabalhar também com cantoneiras, vigas e diversos perfis, até mesmo em aço carbono.
Como foi mencionado acima, as máquinas calandras podem ter diversos modelos e tamanhos, cada um deles é específico para um certo tipo de material e finalidade. As calandras servem para prensar e curvar chapas de metal, mas também existem as calandras que são usadas para ilustrar, enrugar ou alisar papeis. É importante que ao planejar a fabricação ou modelação de uma chapa por exemplo, seja definido em qual calandra especificamente será produzida.
Exemplo de produtos: Tubos, perfis, barras de diferentes secções. 